# 伯利恆 (密西西比州)
伯利恆（英語：Bethlehem）是位於美國密西西比州馬歇爾縣的普查規定居民點。

## 人口
根據2020年美國人口普查的數據，伯利恆的面積為10.04平方千米，皆為陸地。當地共有人口319人，而人口密度為每平方千米31.77人。